# Сухудян, Роберт Асканазович
Сухудян Роберт Асканазович (арм. Ռոբերտ Սուխուդյան, 26 сентября 1937, Ереван, Армянская ССР, СССР) — армянский советский политический, общественный и государственный деятель.
- 1959 — с отличием окончил Ереванский сельскохозяйственный институт.
- 1959—1960 — инженер-конструктор во Всесоюзном НИИ Электромеханики при заводе «Армэлектро».
- 1960—1974 — ведущий научный сотрудник, заведующий сектором, заведующий лабораторией при НИИ «Механизации и Электрификации» Армянской ССР
- 1969 — Кандидат технических наук, автор и обладатель более чем 30 научных работ и авторских прав.
- 1974—1977 — заместитель заведующего сельскохозяйственным отделом ЦК КП Армении
- 1977—1983 — первый секретарь Иджеванского райкома ЦК КП Армянской ССР.
- 1983—1985 — министр плодоовощного хозяйства Армянской ССР.
- 1985—1987 — министр-первый заместитель Госагропрома Армянской ССР Армянской ССР.
- 1987—1991 — министр торговли Армянской ССР.

За время работы на общественных и партийных должностях избирался депутатом Верховного Совета Армянской ССР 9-го, 10-го и 11-го созывов. Являлся членом Центрального Комитета Компартии Армении. Награждён многочисленными республиканскими и союзными правительственными наградами.